# Szilágyi Olga Beatrix
Szilágyi Olga Beatrix névvarriáns: Szilágyi Olga (Budapest, 1960. augusztus 14. –) magyar színésznő, operetténekes, tanár.

## Életpálya
Kispesten, a Landler Jenő Gimnáziumban érettségizett. A Liszt Ferenc Zeneművészeti Főiskolán énekművészként diplomázott 1981-ben. 1984-től a Dohnányi Ernő Alapfokú Művészeti Iskola tanára. 1988-tól a Fővárosi Operettszínház szubrettje volt. Vendégművészként játszott az Applause Theater előadásain, a Pécsi Nemzeti Színházban, a kecskeméti Katona József Színházban és a Veszprémi Petőfi Színházban is. 1994-től Egerben, a Gárdonyi Géza Színház tagjaként főleg primadonna szerepekben lépett színpadra. 2013-ban mesterfokozatot és okleveles énektanár szakképzettséget szerzett a Debreceni Egyetem Zeneművészeti Karán.

## Fontosabb színházi szerepei
- Lehár Ferenc: A mosoly országa... Mi
- Lehár Ferenc: Cigányszerelem... Jolán
- Ábrahám Pál: Viktória... Lia San; Riquette
- Csiky Gergely – Kardos G. György – Fényes Szabolcs: A nagymama... Piroska
- Kálmán Imre: Marica grófnő... Marica; Liza
- Kálmán Imre: Cirkuszhercegnő... Fedora; Mabel
- Kálmán Imre: A montmartre–i ibolya... Violetta "Ibolya"
- Kálmán Imre: Csárdáskirálynő... Sylvia
- Kacsóh Pongrác – Bakonyi Károly – Heltai Jenő: János vitéz... Francia királykisasszony
- Lev Nyikolajevics Tolsztoj – Kocsák Tibor – Miklós Tibor: Anna Karenina... Anna Karenina
- Arthur Freed – Betty Comden – Adolph Green – Nacio Herb Brown: Ének az esőben... Kathy Selden
- Andrew Lloyd Webber – Tim Rice: József és a színes, szélesvásznú álomkabát... narrátor I.
- Joseph Stein — Jerry Bock — Sheldon Harnick: Hegedűs a háztetőn... Bielke
- Siegfried Geyer – Katscher Rudolf: Gyertyafény keringő... Pipi
- Mátyás és a bolondkirály... Kacorfalviné
- Tolcsvay László – Müller Péter – Müller Péter Sziámi: Mária evangéliuma... Mária
- Gárdonyi Géza – Várkonyi Mátyás – Béres Attila: Egri csillagok... Izabella királyné

## Díjak, elismerések
- Pestszentlőrinc-Pestimre kerületért-díj (2015)